# Champion des champions de snooker 2018
Le champion des champions de snooker 2018 est un tournoi de snooker non-classé comptant pour la saison 2018-2019. L'épreuve s'est tenue du 5 au 11 novembre 2018 à la Ricoh Arena de Coventry en Angleterre. Elle est organisée par la WPBSA et parrainée par la société anglaise ManBetX.
L'événement compte 16 participants invités, parmi lesquels tous les vainqueurs d'épreuves majeures depuis la dernière édition du tournoi. Le vainqueur remporte une dotation de 100 000 £.
Le tenant du titre est Shaun Murphy qui avait battu Ronnie O'Sullivan en finale. En 2018, c'est O'Sullivan qui remporte l'épreuve contre son compatriote Anglais Kyren Wilson 10 frames à 9. Il s'agit de sa troisième victoire dans ce tournoi. Le meilleur break a été signé par Mark Selby avec un score parfait de 147.

## Dotation
|                     | Dotation  |
| ------------------- | --------- |
| Vainqueur           | 100 000 £ |
| Finaliste           | 50 000 £  |
| Demi-finalistes     | 25 000 £  |
| Quart de finalistes | 17 500 £  |
| 8e de finalistes    | 12 500 £  |
| Total               | 370 000 £ |

## Qualifiés
Les joueurs qualifiés sont les joueurs ayant remporté les épreuves classées, non-classées et alternatives depuis l'édition précédente du tournoi. Certains joueurs ont également été invités en fonction de leur classement mondial.
| Tournoi                                       | Date de la finale du tournoi | Vainqueur         | Joueurs qualifiés | Date de qualification des joueurs |
| --------------------------------------------- | ---------------------------- | ----------------- | --- | --- |
| Champion des champions 2017                   | 12 novembre 2017             | Shaun Murphy      | Shaun Murphy Ronnie O'Sullivan Mark Allen Mark Williams John Higgins Mark Selby Jimmy Robertson Neil Robertson Stuart Bingham Ryan Day Kyren Wilson Michael Georgiou Judd Trump Ding Junhui Barry Hawkins Luca Brecel | 12 novembre 2017 18 novembre 2017 21 janvier 2018 10 décembre 2017 4 mars 2018 8 avril 2018 7 octobre 2018 25 février 2018 21 octobre 2018 29 mars 2018 26 aout 2018 12 aout 2018 7 octobre 2018 21 octobre 2018 3 novembre 2018 |
| Championnat du Royaume-Uni 2017               | 10 décembre 2017             | Ronnie O'Sullivan | Shaun Murphy Ronnie O'Sullivan Mark Allen Mark Williams John Higgins Mark Selby Jimmy Robertson Neil Robertson Stuart Bingham Ryan Day Kyren Wilson Michael Georgiou Judd Trump Ding Junhui Barry Hawkins Luca Brecel | 12 novembre 2017 18 novembre 2017 21 janvier 2018 10 décembre 2017 4 mars 2018 8 avril 2018 7 octobre 2018 25 février 2018 21 octobre 2018 29 mars 2018 26 aout 2018 12 aout 2018 7 octobre 2018 21 octobre 2018 3 novembre 2018 |
| Masters 2018                                  | 21 janvier 2018              | Mark Allen        | Shaun Murphy Ronnie O'Sullivan Mark Allen Mark Williams John Higgins Mark Selby Jimmy Robertson Neil Robertson Stuart Bingham Ryan Day Kyren Wilson Michael Georgiou Judd Trump Ding Junhui Barry Hawkins Luca Brecel | 12 novembre 2017 18 novembre 2017 21 janvier 2018 10 décembre 2017 4 mars 2018 8 avril 2018 7 octobre 2018 25 février 2018 21 octobre 2018 29 mars 2018 26 aout 2018 12 aout 2018 7 octobre 2018 21 octobre 2018 3 novembre 2018 |
| Championnat du monde 2018                     | 7 mai 2018                   | Mark Williams     | Shaun Murphy Ronnie O'Sullivan Mark Allen Mark Williams John Higgins Mark Selby Jimmy Robertson Neil Robertson Stuart Bingham Ryan Day Kyren Wilson Michael Georgiou Judd Trump Ding Junhui Barry Hawkins Luca Brecel | 12 novembre 2017 18 novembre 2017 21 janvier 2018 10 décembre 2017 4 mars 2018 8 avril 2018 7 octobre 2018 25 février 2018 21 octobre 2018 29 mars 2018 26 aout 2018 12 aout 2018 7 octobre 2018 21 octobre 2018 3 novembre 2018 |
| Masters de Shanghai 2017                      | 18 novembre 2017             | Ronnie O'Sullivan | Shaun Murphy Ronnie O'Sullivan Mark Allen Mark Williams John Higgins Mark Selby Jimmy Robertson Neil Robertson Stuart Bingham Ryan Day Kyren Wilson Michael Georgiou Judd Trump Ding Junhui Barry Hawkins Luca Brecel | 12 novembre 2017 18 novembre 2017 21 janvier 2018 10 décembre 2017 4 mars 2018 8 avril 2018 7 octobre 2018 25 février 2018 21 octobre 2018 29 mars 2018 26 aout 2018 12 aout 2018 7 octobre 2018 21 octobre 2018 3 novembre 2018 |
| Masters allemands 2018                        | 4 février 2018               | Mark Williams     | Shaun Murphy Ronnie O'Sullivan Mark Allen Mark Williams John Higgins Mark Selby Jimmy Robertson Neil Robertson Stuart Bingham Ryan Day Kyren Wilson Michael Georgiou Judd Trump Ding Junhui Barry Hawkins Luca Brecel | 12 novembre 2017 18 novembre 2017 21 janvier 2018 10 décembre 2017 4 mars 2018 8 avril 2018 7 octobre 2018 25 février 2018 21 octobre 2018 29 mars 2018 26 aout 2018 12 aout 2018 7 octobre 2018 21 octobre 2018 3 novembre 2018 |
| Grand Prix mondial 2018                       | 25 février 2018              | Ronnie O'Sullivan | Shaun Murphy Ronnie O'Sullivan Mark Allen Mark Williams John Higgins Mark Selby Jimmy Robertson Neil Robertson Stuart Bingham Ryan Day Kyren Wilson Michael Georgiou Judd Trump Ding Junhui Barry Hawkins Luca Brecel | 12 novembre 2017 18 novembre 2017 21 janvier 2018 10 décembre 2017 4 mars 2018 8 avril 2018 7 octobre 2018 25 février 2018 21 octobre 2018 29 mars 2018 26 aout 2018 12 aout 2018 7 octobre 2018 21 octobre 2018 3 novembre 2018 |
| Championnat des joueurs 2018                  | 25 mars 2018                 | Ronnie O'Sullivan | Shaun Murphy Ronnie O'Sullivan Mark Allen Mark Williams John Higgins Mark Selby Jimmy Robertson Neil Robertson Stuart Bingham Ryan Day Kyren Wilson Michael Georgiou Judd Trump Ding Junhui Barry Hawkins Luca Brecel | 12 novembre 2017 18 novembre 2017 21 janvier 2018 10 décembre 2017 4 mars 2018 8 avril 2018 7 octobre 2018 25 février 2018 21 octobre 2018 29 mars 2018 26 aout 2018 12 aout 2018 7 octobre 2018 21 octobre 2018 3 novembre 2018 |
| Championnat de la ligue 2018                  | 29 mars 2018                 | John Higgins      | Shaun Murphy Ronnie O'Sullivan Mark Allen Mark Williams John Higgins Mark Selby Jimmy Robertson Neil Robertson Stuart Bingham Ryan Day Kyren Wilson Michael Georgiou Judd Trump Ding Junhui Barry Hawkins Luca Brecel | 12 novembre 2017 18 novembre 2017 21 janvier 2018 10 décembre 2017 4 mars 2018 8 avril 2018 7 octobre 2018 25 février 2018 21 octobre 2018 29 mars 2018 26 aout 2018 12 aout 2018 7 octobre 2018 21 octobre 2018 3 novembre 2018 |
| Open de Chine 2018                            | 8 avril 2018                 | Mark Selby        | Shaun Murphy Ronnie O'Sullivan Mark Allen Mark Williams John Higgins Mark Selby Jimmy Robertson Neil Robertson Stuart Bingham Ryan Day Kyren Wilson Michael Georgiou Judd Trump Ding Junhui Barry Hawkins Luca Brecel | 12 novembre 2017 18 novembre 2017 21 janvier 2018 10 décembre 2017 4 mars 2018 8 avril 2018 7 octobre 2018 25 février 2018 21 octobre 2018 29 mars 2018 26 aout 2018 12 aout 2018 7 octobre 2018 21 octobre 2018 3 novembre 2018 |
| Open mondial 2018                             | 12 aout 2018                 | Mark Williams     | Shaun Murphy Ronnie O'Sullivan Mark Allen Mark Williams John Higgins Mark Selby Jimmy Robertson Neil Robertson Stuart Bingham Ryan Day Kyren Wilson Michael Georgiou Judd Trump Ding Junhui Barry Hawkins Luca Brecel | 12 novembre 2017 18 novembre 2017 21 janvier 2018 10 décembre 2017 4 mars 2018 8 avril 2018 7 octobre 2018 25 février 2018 21 octobre 2018 29 mars 2018 26 aout 2018 12 aout 2018 7 octobre 2018 21 octobre 2018 3 novembre 2018 |
| Masters de Shanghai 2018                      | 16 septembre 2018            | Ronnie O'Sullivan | Shaun Murphy Ronnie O'Sullivan Mark Allen Mark Williams John Higgins Mark Selby Jimmy Robertson Neil Robertson Stuart Bingham Ryan Day Kyren Wilson Michael Georgiou Judd Trump Ding Junhui Barry Hawkins Luca Brecel | 12 novembre 2017 18 novembre 2017 21 janvier 2018 10 décembre 2017 4 mars 2018 8 avril 2018 7 octobre 2018 25 février 2018 21 octobre 2018 29 mars 2018 26 aout 2018 12 aout 2018 7 octobre 2018 21 octobre 2018 3 novembre 2018 |
| Championnat de Chine 2018                     | 30 septembre 2018            | Mark Selby        | Shaun Murphy Ronnie O'Sullivan Mark Allen Mark Williams John Higgins Mark Selby Jimmy Robertson Neil Robertson Stuart Bingham Ryan Day Kyren Wilson Michael Georgiou Judd Trump Ding Junhui Barry Hawkins Luca Brecel | 12 novembre 2017 18 novembre 2017 21 janvier 2018 10 décembre 2017 4 mars 2018 8 avril 2018 7 octobre 2018 25 février 2018 21 octobre 2018 29 mars 2018 26 aout 2018 12 aout 2018 7 octobre 2018 21 octobre 2018 3 novembre 2018 |
| Masters d'Europe 2018                         | 7 octobre 2018               | Jimmy Robertson   | Shaun Murphy Ronnie O'Sullivan Mark Allen Mark Williams John Higgins Mark Selby Jimmy Robertson Neil Robertson Stuart Bingham Ryan Day Kyren Wilson Michael Georgiou Judd Trump Ding Junhui Barry Hawkins Luca Brecel | 12 novembre 2017 18 novembre 2017 21 janvier 2018 10 décembre 2017 4 mars 2018 8 avril 2018 7 octobre 2018 25 février 2018 21 octobre 2018 29 mars 2018 26 aout 2018 12 aout 2018 7 octobre 2018 21 octobre 2018 3 novembre 2018 |
| Championnat international 2018                | 4 novembre 2018              | Mark Allen        | Shaun Murphy Ronnie O'Sullivan Mark Allen Mark Williams John Higgins Mark Selby Jimmy Robertson Neil Robertson Stuart Bingham Ryan Day Kyren Wilson Michael Georgiou Judd Trump Ding Junhui Barry Hawkins Luca Brecel | 12 novembre 2017 18 novembre 2017 21 janvier 2018 10 décembre 2017 4 mars 2018 8 avril 2018 7 octobre 2018 25 février 2018 21 octobre 2018 29 mars 2018 26 aout 2018 12 aout 2018 7 octobre 2018 21 octobre 2018 3 novembre 2018 |
| Open d'Irlande du Nord 2017                   | 26 novembre 2017             | Mark Williams     | Shaun Murphy Ronnie O'Sullivan Mark Allen Mark Williams John Higgins Mark Selby Jimmy Robertson Neil Robertson Stuart Bingham Ryan Day Kyren Wilson Michael Georgiou Judd Trump Ding Junhui Barry Hawkins Luca Brecel | 12 novembre 2017 18 novembre 2017 21 janvier 2018 10 décembre 2017 4 mars 2018 8 avril 2018 7 octobre 2018 25 février 2018 21 octobre 2018 29 mars 2018 26 aout 2018 12 aout 2018 7 octobre 2018 21 octobre 2018 3 novembre 2018 |
| Open d'Écosse 2017                            | 17 décembre 2017             | Neil Robertson    | Shaun Murphy Ronnie O'Sullivan Mark Allen Mark Williams John Higgins Mark Selby Jimmy Robertson Neil Robertson Stuart Bingham Ryan Day Kyren Wilson Michael Georgiou Judd Trump Ding Junhui Barry Hawkins Luca Brecel | 12 novembre 2017 18 novembre 2017 21 janvier 2018 10 décembre 2017 4 mars 2018 8 avril 2018 7 octobre 2018 25 février 2018 21 octobre 2018 29 mars 2018 26 aout 2018 12 aout 2018 7 octobre 2018 21 octobre 2018 3 novembre 2018 |
| Open du pays de Galles 2018                   | 4 mars 2018                  | John Higgins      | Shaun Murphy Ronnie O'Sullivan Mark Allen Mark Williams John Higgins Mark Selby Jimmy Robertson Neil Robertson Stuart Bingham Ryan Day Kyren Wilson Michael Georgiou Judd Trump Ding Junhui Barry Hawkins Luca Brecel | 12 novembre 2017 18 novembre 2017 21 janvier 2018 10 décembre 2017 4 mars 2018 8 avril 2018 7 octobre 2018 25 février 2018 21 octobre 2018 29 mars 2018 26 aout 2018 12 aout 2018 7 octobre 2018 21 octobre 2018 3 novembre 2018 |
| Open d'Angleterre 2018                        | 21 octobre 2018              | Stuart Bingham    | Shaun Murphy Ronnie O'Sullivan Mark Allen Mark Williams John Higgins Mark Selby Jimmy Robertson Neil Robertson Stuart Bingham Ryan Day Kyren Wilson Michael Georgiou Judd Trump Ding Junhui Barry Hawkins Luca Brecel | 12 novembre 2017 18 novembre 2017 21 janvier 2018 10 décembre 2017 4 mars 2018 8 avril 2018 7 octobre 2018 25 février 2018 21 octobre 2018 29 mars 2018 26 aout 2018 12 aout 2018 7 octobre 2018 21 octobre 2018 3 novembre 2018 |
| Open de Gibraltar 2018                        | 11 mars 2018                 | Ryan Day          | Shaun Murphy Ronnie O'Sullivan Mark Allen Mark Williams John Higgins Mark Selby Jimmy Robertson Neil Robertson Stuart Bingham Ryan Day Kyren Wilson Michael Georgiou Judd Trump Ding Junhui Barry Hawkins Luca Brecel | 12 novembre 2017 18 novembre 2017 21 janvier 2018 10 décembre 2017 4 mars 2018 8 avril 2018 7 octobre 2018 25 février 2018 21 octobre 2018 29 mars 2018 26 aout 2018 12 aout 2018 7 octobre 2018 21 octobre 2018 3 novembre 2018 |
| Championnat du monde 2018 finaliste           | 7 mai 2018                   | John Higgins      | Shaun Murphy Ronnie O'Sullivan Mark Allen Mark Williams John Higgins Mark Selby Jimmy Robertson Neil Robertson Stuart Bingham Ryan Day Kyren Wilson Michael Georgiou Judd Trump Ding Junhui Barry Hawkins Luca Brecel | 12 novembre 2017 18 novembre 2017 21 janvier 2018 10 décembre 2017 4 mars 2018 8 avril 2018 7 octobre 2018 25 février 2018 21 octobre 2018 29 mars 2018 26 aout 2018 12 aout 2018 7 octobre 2018 21 octobre 2018 3 novembre 2018 |
| Masters de Riga 2018                          | 29 juillet 2018              | Neil Robertson    | Shaun Murphy Ronnie O'Sullivan Mark Allen Mark Williams John Higgins Mark Selby Jimmy Robertson Neil Robertson Stuart Bingham Ryan Day Kyren Wilson Michael Georgiou Judd Trump Ding Junhui Barry Hawkins Luca Brecel | 12 novembre 2017 18 novembre 2017 21 janvier 2018 10 décembre 2017 4 mars 2018 8 avril 2018 7 octobre 2018 25 février 2018 21 octobre 2018 29 mars 2018 26 aout 2018 12 aout 2018 7 octobre 2018 21 octobre 2018 3 novembre 2018 |
| Classique Paul Hunter 2018                    | 26 août 2018                 | Kyren Wilson      | Shaun Murphy Ronnie O'Sullivan Mark Allen Mark Williams John Higgins Mark Selby Jimmy Robertson Neil Robertson Stuart Bingham Ryan Day Kyren Wilson Michael Georgiou Judd Trump Ding Junhui Barry Hawkins Luca Brecel | 12 novembre 2017 18 novembre 2017 21 janvier 2018 10 décembre 2017 4 mars 2018 8 avril 2018 7 octobre 2018 25 février 2018 21 octobre 2018 29 mars 2018 26 aout 2018 12 aout 2018 7 octobre 2018 21 octobre 2018 3 novembre 2018 |
| Snooker Shoot-Out 2018                        | 11 février 2018              | Michael Georgiou  | Shaun Murphy Ronnie O'Sullivan Mark Allen Mark Williams John Higgins Mark Selby Jimmy Robertson Neil Robertson Stuart Bingham Ryan Day Kyren Wilson Michael Georgiou Judd Trump Ding Junhui Barry Hawkins Luca Brecel | 12 novembre 2017 18 novembre 2017 21 janvier 2018 10 décembre 2017 4 mars 2018 8 avril 2018 7 octobre 2018 25 février 2018 21 octobre 2018 29 mars 2018 26 aout 2018 12 aout 2018 7 octobre 2018 21 octobre 2018 3 novembre 2018 |
| Masters de Roumanie 2018                      | 18 mars 2018                 | Ryan Day          | Shaun Murphy Ronnie O'Sullivan Mark Allen Mark Williams John Higgins Mark Selby Jimmy Robertson Neil Robertson Stuart Bingham Ryan Day Kyren Wilson Michael Georgiou Judd Trump Ding Junhui Barry Hawkins Luca Brecel | 12 novembre 2017 18 novembre 2017 21 janvier 2018 10 décembre 2017 4 mars 2018 8 avril 2018 7 octobre 2018 25 février 2018 21 octobre 2018 29 mars 2018 26 aout 2018 12 aout 2018 7 octobre 2018 21 octobre 2018 3 novembre 2018 |
| Championnat du monde à six billes rouges 2018 | 8 septembre 2018             | Kyren Wilson      | Shaun Murphy Ronnie O'Sullivan Mark Allen Mark Williams John Higgins Mark Selby Jimmy Robertson Neil Robertson Stuart Bingham Ryan Day Kyren Wilson Michael Georgiou Judd Trump Ding Junhui Barry Hawkins Luca Brecel | 12 novembre 2017 18 novembre 2017 21 janvier 2018 10 décembre 2017 4 mars 2018 8 avril 2018 7 octobre 2018 25 février 2018 21 octobre 2018 29 mars 2018 26 aout 2018 12 aout 2018 7 octobre 2018 21 octobre 2018 3 novembre 2018 |

## Tableau
|  | Demi-finales du groupe (Premier tour) au meilleur des 7 frames | Demi-finales du groupe (Premier tour) au meilleur des 7 frames | Demi-finales du groupe (Premier tour) au meilleur des 7 frames |   |                  | Finale du groupe (Quarts de finale) au meilleur des 11 frames | Finale du groupe (Quarts de finale) au meilleur des 11 frames | Finale du groupe (Quarts de finale) au meilleur des 11 frames |   |  | Demi-finales au meilleur des 11 frames | Demi-finales au meilleur des 11 frames | Demi-finales au meilleur des 11 frames |    |  | Finale au meilleur des 19 frames | Finale au meilleur des 19 frames | Finale au meilleur des 19 frames |
|  |                                                                |                                                                |                                                                |   |                  |                                                               |                                                               |                                                               |   |  |                                        |                                        |                                        |    |  |                                  |                                  |                                  |
|  |                                                                | Shaun Murphy (1)                                               | 4                                                              |   |                  |                                                               |                                                               |                                                               |   |  |                                        |                                        |                                        |    |  |                                  |                                  |                                  |
|  |                                                                | Jimmy Robertson                                                | 2                                                              |   |                  |                                                               |                                                               |                                                               |   |  |                                        |                                        |                                        |    |  |                                  |                                  |                                  |
|  |                                                                | Jimmy Robertson                                                | 2                                                              |   | Shaun Murphy (1) | 6                                                             |                                                               |                                                               |   |  |                                        |                                        |                                        |    |  |                                  |                                  |                                  |
|  | Groupe 1 (5 Novembre)                                          |                                                                |                                                                |   | Shaun Murphy (1) | 6                                                             |                                                               |                                                               |   |  |                                        |                                        |                                        |    |  |                                  |                                  |                                  |
|  |                                                                |                                                                | Ding Junhui (8)                                                | 3 |                  |                                                               |                                                               |                                                               |   |  |                                        |                                        |                                        |    |  |                                  |                                  |                                  |
|  |                                                                | Ding Junhui (8)                                                | Ding Junhui (8)                                                | 3 | 4                |                                                               |                                                               |                                                               |   |  |                                        |                                        |                                        |    |  |                                  |                                  |                                  |
|  |                                                                | Ding Junhui (8)                                                |                                                                |   | 4                |                                                               |                                                               |                                                               |   |  |                                        |                                        |                                        |    |  |                                  |                                  |                                  |
|  |                                                                | Michael Georgiou                                               | 2                                                              |   |                  |                                                               |                                                               |                                                               |   |  |                                        |                                        |                                        |    |  |                                  |                                  |                                  |
|  |                                                                |                                                                |                                                                |   |                  |                                                               |                                                               | Shaun Murphy (1)                                              | 3 |  |                                        |                                        |                                        |    |  |                                  |                                  |                                  |
|  |                                                                |                                                                |                                                                |   |                  |                                                               |                                                               |                                                               | 3 |  |                                        |                                        |                                        |    |  |                                  |                                  |                                  |
|  |                                                                |                                                                | Ronnie O'Sullivan (4)                                          | 6 |                  |                                                               |                                                               |                                                               |   |  |                                        |                                        |                                        |    |  |                                  |                                  |                                  |
|  |                                                                | John Higgins (5)                                               | Ronnie O'Sullivan (4)                                          | 6 | 4                |                                                               |                                                               |                                                               |   |  |                                        |                                        |                                        |    |  |                                  |                                  |                                  |
|  |                                                                | John Higgins (5)                                               |                                                                |   | 4                |                                                               |                                                               |                                                               |   |  |                                        |                                        |                                        |    |  |                                  |                                  |                                  |
|  |                                                                | Ryan Day                                                       | 3                                                              |   |                  |                                                               |                                                               |                                                               |   |  |                                        |                                        |                                        |    |  |                                  |                                  |                                  |
|  |                                                                | Ryan Day                                                       | 3                                                              |   | John Higgins (5) | 3                                                             |                                                               |                                                               |   |  |                                        |                                        |                                        |    |  |                                  |                                  |                                  |
|  | Groupe 4 (6 Novembre)                                          |                                                                |                                                                |   | John Higgins (5) | 3                                                             |                                                               |                                                               |   |  |                                        |                                        |                                        |    |  |                                  |                                  |                                  |
|  |                                                                |                                                                | Ronnie O'Sullivan (4)                                          | 6 |                  |                                                               |                                                               |                                                               |   |  |                                        |                                        |                                        |    |  |                                  |                                  |                                  |
|  |                                                                | Ronnie O'Sullivan (4)                                          | Ronnie O'Sullivan (4)                                          | 6 | '4               |                                                               |                                                               |                                                               |   |  |                                        |                                        |                                        |    |  |                                  |                                  |                                  |
|  |                                                                | Ronnie O'Sullivan (4)                                          |                                                                |   | '4               |                                                               |                                                               |                                                               |   |  |                                        |                                        |                                        |    |  |                                  |                                  |                                  |
|  |                                                                | Stuart Bingham                                                 | 2                                                              |   |                  |                                                               |                                                               |                                                               |   |  |                                        |                                        |                                        |    |  |                                  |                                  |                                  |
|  |                                                                |                                                                |                                                                |   |                  |                                                               |                                                               |                                                               |   |  |                                        |                                        | Ronnie O'Sullivan (4)                  | 10 |  |                                  |                                  |                                  |
|  |                                                                |                                                                |                                                                |   |                  |                                                               |                                                               |                                                               |   |  |                                        |                                        |                                        | 10 |  |                                  |                                  |                                  |
|  |                                                                |                                                                | Kyren Wilson                                                   | 9 |                  |                                                               |                                                               |                                                               |   |  |                                        |                                        |                                        |    |  |                                  |                                  |                                  |
|  |                                                                | Mark Williams (3)                                              | Kyren Wilson                                                   | 9 | 1                |                                                               |                                                               |                                                               |   |  |                                        |                                        |                                        |    |  |                                  |                                  |                                  |
|  |                                                                | Mark Williams (3)                                              |                                                                |   | 1                |                                                               |                                                               |                                                               |   |  |                                        |                                        |                                        |    |  |                                  |                                  |                                  |
|  |                                                                | Kyren Wilson                                                   | 4                                                              |   |                  |                                                               |                                                               |                                                               |   |  |                                        |                                        |                                        |    |  |                                  |                                  |                                  |
|  |                                                                | Kyren Wilson                                                   | 4                                                              |   | Kyren Wilson     | 6                                                             |                                                               |                                                               |   |  |                                        |                                        |                                        |    |  |                                  |                                  |                                  |
|  | Groupe 3 (7 Novembre)                                          |                                                                |                                                                |   | Kyren Wilson     | 6                                                             |                                                               |                                                               |   |  |                                        |                                        |                                        |    |  |                                  |                                  |                                  |
|  |                                                                |                                                                | Judd Trump (6)                                                 | 1 |                  |                                                               |                                                               |                                                               |   |  |                                        |                                        |                                        |    |  |                                  |                                  |                                  |
|  |                                                                | Judd Trump (6)                                                 | Judd Trump (6)                                                 | 1 | 4                |                                                               |                                                               |                                                               |   |  |                                        |                                        |                                        |    |  |                                  |                                  |                                  |
|  |                                                                | Judd Trump (6)                                                 |                                                                |   | 4                |                                                               |                                                               |                                                               |   |  |                                        |                                        |                                        |    |  |                                  |                                  |                                  |
|  |                                                                | Luca Brecel                                                    | 1                                                              |   |                  |                                                               |                                                               |                                                               |   |  |                                        |                                        |                                        |    |  |                                  |                                  |                                  |
|  |                                                                |                                                                |                                                                |   |                  |                                                               |                                                               | Kyren Wilson                                                  | 6 |  |                                        |                                        |                                        |    |  |                                  |                                  |                                  |
|  |                                                                |                                                                |                                                                |   |                  |                                                               |                                                               |                                                               | 6 |  |                                        |                                        |                                        |    |  |                                  |                                  |                                  |
|  |                                                                |                                                                | Mark Allen                                                     | 5 |                  |                                                               |                                                               |                                                               |   |  |                                        |                                        |                                        |    |  |                                  |                                  |                                  |
|  |                                                                | Barry Hawkins (7)                                              | Mark Allen                                                     | 5 | 2                |                                                               |                                                               |                                                               |   |  |                                        |                                        |                                        |    |  |                                  |                                  |                                  |
|  |                                                                | Barry Hawkins (7)                                              |                                                                |   | 2                |                                                               |                                                               |                                                               |   |  |                                        |                                        |                                        |    |  |                                  |                                  |                                  |
|  |                                                                | Mark Allen                                                     | 4                                                              |   |                  |                                                               |                                                               |                                                               |   |  |                                        |                                        |                                        |    |  |                                  |                                  |                                  |
|  |                                                                | Mark Allen                                                     | 4                                                              |   | Mark Allen       | 6                                                             |                                                               |                                                               |   |  |                                        |                                        |                                        |    |  |                                  |                                  |                                  |
|  | Groupe 2 (8 Novembre)                                          |                                                                |                                                                |   | Mark Allen       | 6                                                             |                                                               |                                                               |   |  |                                        |                                        |                                        |    |  |                                  |                                  |                                  |
|  |                                                                |                                                                | Neil Robertson                                                 | 1 |                  |                                                               |                                                               |                                                               |   |  |                                        |                                        |                                        |    |  |                                  |                                  |                                  |
|  |                                                                | Mark Selby (2)                                                 | Neil Robertson                                                 | 1 | 3                |                                                               |                                                               |                                                               |   |  |                                        |                                        |                                        |    |  |                                  |                                  |                                  |
|  |                                                                | Mark Selby (2)                                                 |                                                                |   | 3                |                                                               |                                                               |                                                               |   |  |                                        |                                        |                                        |    |  |                                  |                                  |                                  |
|  |                                                                | Neil Robertson                                                 | 4                                                              |   |                  |                                                               |                                                               |                                                               |   |  |                                        |                                        |                                        |    |  |                                  |                                  |                                  |

## Finale
| Finale au meilleur des 19 manches Arbitre : Paul Collier           |                          |                         |
| Ronnie O'Sullivan Angleterre                                       | 10 - 9 ( - )             | Kyren Wilson Angleterre |
| 3 131                                                              | Centuries Meilleur break | 1 104                   |
| Ronnie O'Sullivan remporte le tournoi champion des champions 2018. |                          |                         |

## Centuries
- 147, 100  Mark Selby
- 140, 123, 119, 109, 102, 102  Mark Allen
- 139  Ding Junhui
- 137, 131, 129, 127, 116, 114, 110, 109, 109, 107, 101  Ronnie O'Sullivan
- 131, 125, 125, 104  Kyren Wilson
- 123, 118, 110, 102  Shaun Murphy
- 106, 100  John Higgins
- 106  Ryan Day